# Dave Schreiber
 (mai 2015).
Si vous disposez d'ouvrages ou d'articles de référence ou si vous connaissez des sites web de qualité traitant du thème abordé ici, merci de compléter l'article en donnant les références utiles à sa vérifiabilité et en les liant à la section « Notes et références ».
Dave Schreiber (né le 5 décembre 1944) est un commentateur sportif canadien qui travaille surtout pour les Sénateurs d'Ottawa. Il a aussi été commentateur pour le 67 d'Ottawa, les Rough Riders d'Ottawa et les Renegades d'Ottawa.